# Arnold Corns
Arnold Corns was een band die werd gevormd door de Britse zanger David Bowie in 1971. De naam werd geïnspireerd door het Pink Floyd-nummer "Arnold Layne"
Arnold Corns was een van Bowie's projecten naast zijn solocarrière en een oefening voor zijn nog te verschijnen album The Rise and Fall of Ziggy Stardust and the Spiders from Mars. De band werd opgericht in het Dulwich College en Bowie ging nummers voor de band schrijven. Op hetzelfde moment schreef hij ook nummers voor de 19-jarige ontwerper Freddie Burretti (geboren als Frederick Burrett, ook bekend als Rudi Valentino). Bowie bedacht het idee om Burretti en Arnold Corns te combineren en met hulp van Mick Ronson, Mick Woodmansey en Trevor Bolder werd een nieuwe line-up van de band gecreëerd in de lente van 1971. Bowie schreef materiaal voor wat later Hunky Dory werd en schreef ook nummers die bestemd waren voor Burretti. Burretti werd aangeschreven als de frontman, maar dit was een totaal verzinsel.
Op 10 mei 1971 was de eerste opnamesessie van de band, waarbij zij voor Radio Luxembourg de nummers "Lady Stardust", "Right On Mother" en "Moonage Daydream" opnamen. Op 4 juni 1971 namen zij in de Trident Studios de nummers "Man in the Middle" en "Looking for a Friend" op.
De eerste single van de band, "Moonage Daydream" / "Hang On to Yourself" werd uitgebracht op 7 mei 1971 en was een flop. Beide nummers verschenen later op Ziggy Stardust in nieuw opgenomen versies met enkele herschreven teksten. De Arnold Corns-versie van de nummers verschenen als bonustracks op de cd-uitgave van The Man Who Sold the World uit 1990.
Een tweede single, "Looking for a Friend" / "Man in the Middle" (met zang van Burretti) was gepland maar niet uitgebracht. In 1985 verscheen het toch op een obscure single. In 1972 werd een tweede single van de band uitgebracht, "Hang On to Yourself" / "Man in the Middle".
Burretti ontwierp een aantal kledingstukken voor Bowie, die sinds 2013 zijn opgenomen in de tentoonstelling David Bowie Is.

## Bandleden
- David Bowie: zang, gitaar, piano
- Freddie Burretti: zangs
- Mick Ronson: gitaar
- Mark Carr-Pritchard: gitaar, zang
- Trevor Bolder: basgitaar
- Mick Woodmansey: drums

De echte leden van de band waren eigenlijk Bowie, Carr-Pritchard (echte naam Mark Pritchett), bassist Peter "Polak" DeSomogyi en drummer Tim "St Laurent" Broadbent. Burretti zong nooit op een van de opnamen van de band. Het personeel hierboven kwamen voor in de sessie van "Moonage Daydream" / "Hang On to Yourself". Ronson, Bolder en Woodmansey namen deel aan latere opnamesessies. Carr-Pritchard is de leadzanger op "Man in the Middle", wat hij naar verluidt schreef (alhoewel het nummer is toegekend aan Bowie). Een derde vocalist die te horen is naast Bowie en Carr-Pritchard op "Looking for a Friend" is vermoedelijk Micky King, die de Bowie-compositie "Rupert the Riley" opnam.